# Fundación Arqueológica del Nuevo Mundo
La Fundación Arqueológica Nuevo Mundo (New World Archaeological Foundation NWAF) es una organización arqueológica dirigida por la Universidad Brigham Young . Cuando se fundó, era el proyecto arqueológico más grande financiado por una institución religiosa.  Fue fundado por Thomas Stuart Ferguson quien buscaba mostrar cómo la historia de las culturas mesoamericanas demostraba la historicidad del Libro de Mormón . Sin embargo, Ferguson encontró pruebas de lo contrario y desde 1961 mantuvo un perfil bajo como secretario de la fundación que luego se asoció con la Universidad Brigham Young y pasó a llamarse BYU-NWAF. 

## Historia
La Fundación Arqueológica Nuevo Mundo se organizó en 1952 con el propósito de apoyar la investigación arqueológica de las culturas precolombinas de Mesoamérica . Fue fundada por Thomas Stuart Ferguson, Alfred V. Kidder y el profesor de la Universidad de Harvard Gordon Willey . Inicialmente se constituyó en California como una organización privada con Ferguson a cargo de la recaudación de fondos. El primer proyecto de la NWAF estuvo encabezado por Pedro Armillas con estudios arqueológicos a lo largo del río Grijalva . 
Ya en 1953, la Fundación Arqueológica Nuevo Mundo recibió financiación de la Iglesia de Jesucristo de los Santos de los Últimos Días después de que Ferguson se acercara a los líderes de la iglesia. John Widtsoe formó parte de la junta directiva.  Ferguson tenía pasión  por buscar evidencias arqueológicas para el Libro de Mormón y recordó a los líderes de la iglesia que descubrir artefactos del Libro de Mormón ayudaría en el programa misionero de la iglesia. 
La Fundación Arqueológica Nuevo Mundo siempre ha sido una fundación arqueológica que incluye a muchas personas que no son miembros de la iglesia SDU. Inicialmente, el único miembro de la iglesia de los Santo de los Últimos Días en el comité asesor de cinco miembros de la fundación era M. Wells Jakeman . También incluía a Kidder, Willey, Armillas y Gordon F. Eckholm . 
La Fundación Arqueológica Nuevo Mundo pasó a formar parte de BYU en 1961 y Ferguson fue destituido del puesto de director y Howard W. Hunter fue puesto en su lugar. Hunter estuvo afiliado a la Fundación Arqueológica Nuevo Mundo durante los siguientes 24 años. 
El propósito original de la fundación se describió como: 
Realizar exploraciones y excavaciones para ampliar el conocimiento de la arqueología mesoamericana y probar las diversas teorías sobre el origen de las altas civilizaciones de América: 
1) Que fueron autóctonas; 
2) Que, como se establece en el Libro de Mormón, derivaron del antiguo Israel; 
3) Que su ascenso se debió a estímulos de alguna fuente asiática.
Ferguson es partidario de la segunda de estas teorías; Dr. Ekholm... ve con cierto favor el tercero; Siento que, aunque el problema aún no está resuelto, estas civilizaciones fueron esencialmente producto de la creatividad de los indios nativos americanos. Así que todos los matices de opinión están representados.
A partir de 2009, la Fundación Arqueológica Nuevo Mundo estaba dirigida por Donald W. Forsyth, profesor de Antropología en la Universidad Brigham Young. Sucedió a John E. Clark, quien fue director durante muchos años.

## enlaces externos
- Sitio web de la NWAF
- Página de la biblioteca de BYU sobre los archivos de NWAF en la biblioteca Harold B. Lee de la Universidad Brigham Young . Haga clic en "examinar todo" para ver números digitalizados de NWAF.
- Artículos y fotografías de Thomas Stuart Ferguson en las colecciones especiales de L. Tom Perry, biblioteca Harold B. Lee, Universidad Brigham Young

- Datos: Q7012495